# كريد بيرلنغيم
كريد بيرلنغيم (بالإنجليزية: Creed Burlingame)‏ هو عسكري أمريكي، ولد في 27 فبراير 1905 في لويفيل في الولايات المتحدة، وتوفي في 21 أكتوبر 1985 في Perry Point, Maryland ‏ في الولايات المتحدة.